# De tre musketörerna – Mylady
De tre musketörerna – Mylady (franska:  Les trois mousquetaires : Milady) är en fransk historisk äventyrsfilm från 2023. Filmen är regisserad av Martin Bourboulon. Det är den andra delen av en tvådelad historia regisserad av Martin Bourboulon, som är baserad på Alexandre Dumas roman från 1844 med samma namn.

## Handling
För att rädda Constance, som kidnappades framför hans ögon måste D'Artagnan gå samman med Milady.

## Rollista (i urval)
- François Civil - D'Artagnan
- Vincent Cassel - Athos
- Pio Marmaï - Porthos
- Romain Duris - Aramis
- Eva Green - Milady de Winter
- Lyna Khoudri - Constance Bonacieux
- Louis Garrel - kung Louis XIII
- Vicky Krieps
- Jacob Fortune-Lloyd